# British Home Championship 1949/50
De British Home Championship van 1949/50 was de 55e editie van de British Home Championship. Het toernooi werd gehouden van 1 oktober 1949 tot en met 15 april 1950. Engeland werd kampioen.

## Eindstand
| Team          | Gsp | W | G | V | DV | DT | DS  | Ptn |
| ------------- | --- | - | - | - | -- | -- | --- | --- |
| Engeland      | 3   | 3 | 0 | 0 | 14 | 3  | +11 | 6   |
| Schotland     | 3   | 2 | 0 | 1 | 10 | 3  | +7  | 4   |
| Wales         | 3   | 0 | 1 | 2 | 1  | 6  | –5  | 1   |
| Noord-Ierland | 3   | 0 | 1 | 2 | 4  | 17 | –13 | 1   |

## Wedstrijden
|                                                     |                      |       |                                                                                           |                                                                                    |
| 1 oktober 1949 «onderlinge duels» 15:00 uur (UTC+1) | Noord-Ierland        | 2 – 8 | Schotland                                                                                 | Windsor Park, Belfast Toeschouwers: 50.000 Scheidsrechter: Reginald Mortimer (ENG) |
| 1 oktober 1949 «onderlinge duels» 15:00 uur (UTC+1) | Sammy Smyth 50', 59' |       | 2', 70', 89' Henry Morris 6', 31' (pen.) Willie Waddell 24' Billy Steel 25' Lawrie Reilly | Windsor Park, Belfast Toeschouwers: 50.000 Scheidsrechter: Reginald Mortimer (ENG) |

|                                                      |                   |       |                                                 |                                                                            |
| 15 oktober 1949 «onderlinge duels» 15:00 uur (UTC+1) | Wales             | 1 – 4 | Engeland                                        | Ninian Park, Cardiff Toeschouwers: 61.079 Scheidsrechter: Jack Mowat (SCO) |
| 15 oktober 1949 «onderlinge duels» 15:00 uur (UTC+1) | Mal Griffiths 80' |       | 22' Stan Mortensen 29', 34', 66' Jackie Milburn | Ninian Park, Cardiff Toeschouwers: 61.079 Scheidsrechter: Jack Mowat (SCO) |

|                                                    |                                   |       |       |                                                                            |
| 9 november 1949 «onderlinge duels» 14:30 uur (UTC) | Schotland                         | 2 – 0 | Wales | Hampden Park, Glasgow Toeschouwers: 73.782 Scheidsrechter: Edgar Law (ENG) |
| 9 november 1949 «onderlinge duels» 14:30 uur (UTC) | John McPhail 22' Alec Linwood 75' |       |       | Hampden Park, Glasgow Toeschouwers: 73.782 Scheidsrechter: Edgar Law (ENG) |

|                                                     |                                                                                               |       |                                   |                                                                                    |
| 16 november 1949 «onderlinge duels» 14:30 uur (UTC) | Engeland                                                                                      | 9 – 2 | Noord-Ierland                     | Maine Road, Manchester Toeschouwers: 69.762 Scheidsrechter: Mervyn Griffiths (WAL) |
| 16 november 1949 «onderlinge duels» 14:30 uur (UTC) | Jack Rowley 6', 47', 56', 58' Jack Froggatt 25' Stan Pearson 33', 50', 68' Stan Mortensen 35' |       | 55' Sammy Smyth 75' Bobby Brennan | Maine Road, Manchester Toeschouwers: 69.762 Scheidsrechter: Mervyn Griffiths (WAL) |

|                                                 |       |       |               |                                                                                 |
| 8 maart 1950 «onderlinge duels» 16:15 uur (UTC) | Wales | 0 – 0 | Noord-Ierland | Racecourse Ground, Wrexham Toeschouwers: 30.000 Scheidsrechter: Reg Leafe (ENG) |
| 8 maart 1950 «onderlinge duels» 16:15 uur (UTC) |       |       |               | Racecourse Ground, Wrexham Toeschouwers: 30.000 Scheidsrechter: Reg Leafe (ENG) |

|                                                  |           |                 |          |                                                                             |
| 15 april 1950 «onderlinge duels» 15:00 uur (UTC) | Schotland | 0 – 1           | Engeland | Hampden Park, Glasgow Toeschouwers: 133.300 Scheidsrechter: Reg Leafe (ENG) |
| 15 april 1950 «onderlinge duels» 15:00 uur (UTC) |           | 63' Roy Bentley |          | Hampden Park, Glasgow Toeschouwers: 133.300 Scheidsrechter: Reg Leafe (ENG) |